# سیف‌الله معظمی
سیف‌الله معظمی (۱۲۹۰ گلپایگان–۱۳۴۷ تهران) وزیر پست و تلگراف و تلفن در دولت ملی دکتر محمد مصدق بود و در حزب ایران فعالیت می‌کرد.

## خانواده و تحصیلات
سیف‌الله معظمی فرزند سرتیپ محمدخان معظم‌السلطان و برادر عبدالله معظمی ریاست مجلس دوره هفدهم بود.معظمی پس از پایان دوره تحصیلات متوسطه در ایران به انگلستان رفت و در رشته مهندسی نفت از دانشگاه بیرمنگهام فارغ‌التحصیل شد.

## فعالیت‌های اداری و سیاسی
معظمی ابتدا به شرکت نفت و سپس به وزارت پیشه و هنر رفت. بعد از مدتی به ریاست کارخانجات قند انتخاب شد. سپس با عنوان مدیر کل امور بازرگانی به بانک صنعتی و معدنی ایران رفت. در وزارت پیشه و هنر (صنایع و معادن) کابینه قوام در سال ۱۳۲۵ مدیر کل فنی بود. با تأسیس سازمان برنامه و بودجه به انتخاب مجلس شورای ملی در هفتم اردیبهشت ۱۳۲۹ به عضویت هیئت نظارت بر این سازمان برگزیده شد.
دکتر مصدق در کابینه دوم خود او را به وزارت پست و تلگراف و تلگراف منصوب کرد. او پس از کودتای ۲۸ مرداد ۱۳۳۲ به مدت سیزده ماه زندانی شد و بعد از زندان دیگر در کارهای دولتی مشارکت نداشت. 
معظمی در ۲۹ بهمن سال ۱۳۴۷ در تهران فوت کرد. او از جمله افرادی بود که در روز کودتا به همراه مصدق و سایر اعضای همراهش بسر برد دکتر مصدق در شب ۲۸ مرداد و روز قبل از معرفی خود به مقامات کودتا در منزل مادر مهندس معظمی بود. جعفر شریف امامی شوهر خواهر و عبدالله معظمی ریاست مجلس هفدهم برادر سیف‌الله معظمی هستند.